# Royal Montreal Golf Club
Royal Montreal Golf Club grundades 4 november, 1873, och var den första golfklubben i Nordamerika. Den ligger på ön Île Bizard väster om staden Montréal. Royal Montreal Golf Club var arrangör för Bell Canadian Open mellan 6 och 9 september 2001.
Den består av tre banor. Den första är den blå banan, som innehåller 18 hål och PGA-banan, den andra är den röda banan, som också är en 18-hålare, och den tredje kallas "Dixie-banan", eller svarta banan, och är en niohålare.
Klubben flyttades från sin originalplacering på Île de Montréal till dess nuvarande plats på ön Île Bizard någon gång på 1950-talet. 